# Banc de Desenvolupament d'Àfrica del Sur
Banc de Desenvolupament d'Àfrica del Sur (anglès Development Bank of Southern Africa, DBSA) és una institució de finançament del desenvolupament propietat del govern de Sud-àfrica que pretén "accelerar el desenvolupament socioeconòmic sostenible i millorar la qualitat de vida de les persones de la Comunitat de Desenvolupament de l'Àfrica Austral (SADC) impulsant inversions financeres i no financeres a la infraestructura social i econòmica".

## Història
Fundat el 1983, el propòsit principal del DBSA és promoure el desenvolupament econòmic i el creixement econòmic, millora la qualitat de vida de les persones i promou integració regional a través d'infraestructures de finances i desenvolupament.
La visió definitiva del DBSA és aconseguir una regió pròspera i integrada en recursos eficients, progressivament lliure de pobresa i dependència. A través del desenvolupament d'infraestructures, el Banc intenta donar una contribució significativa a l'augment social i econòmic de la població, al mateix temps que promou l'ús de recursos escassos. La promoció de la integració regional a través de la infraestructura és un pilar clau de l'agenda de creixement d'Àfrica i el DBSA té un paper integral en aquest objectiu, participant activament en programes com el Programa d'Adquisicions d'Energia Renovable i Productor d'energia autònoma de Sud-àfrica (REIPPPP) i el Pla d'Acció Prioritari del Programa pel Desenvolupament d'Infrastructures a Àfrica (PIDA).
El DBSA està guiat per diverses polítiques, acords i acords internacionals, regionals i locals en el compliment del seu mandat. S'adhereix als objectius i objectius de les Nacions Unides  Transformant el nostre món: l'Agenda 2030 per al desenvolupament sostenible, està acreditat al Global Environment Facility i al Green Climate Fund, i d'acord amb això amb COP21, recolza la innovació empresarial i lliurament d'escala a l'emergent economia verda.

## Projectes
El DBSA dona suport al govern de Sud-àfrica en l'aprofitament de capacitats i habilitats per accelerar la implementació de programes d'infraestructura en els sectors clau prioritaris de l'educació, la salut i l'habitatge, així com diversos programes d'infraestructura municipal. El DBSA ha estat col·laborant amb la DFI, AFD francesa des de 1994.

### Infraestructura municipal
El DBSA proporciona suport a la planificació, finançament i implementació a municipis en sectors que inclouen aigua i sanejament, electricitat, carreteres i habitatges.
Els programes municipals admesos inclouen el metro del Municipi metropolità de Tshwane i el finançament de la vila d'estudiants de la Universitat de Tecnologia de Durban (DUT).

### Infraestructura Econòmica
La infraestructura econòmica és tota la infraestructura necessària per al funcionament d'una nació industrial moderna. El DBSA té com a objectiu abordar les limitacions de capacitat i de coll d'ampolla per tal d'optimitzar el potencial de creixement econòmic mitjançant el suport als següents sectors:
- Aigua a granel
- Transport / logística
- Energia / energia
- Telecomunicacions
- Combustibles líquids (petroli / gas)

Els projectes anteriors inclouen el Projecte !Ka Xu Energia termosolar de concentració.

### Infraestructura social
Les infraestructures socials són totes les institucions que són necessàries per mantenir els estàndards econòmics, sanitaris, culturals i socials d'una nació o regió. El DBSA té com a objectiu abordar els retards i accelerar la prestació de serveis socials essencials per donar suport a unes condicions de vida sostenibles i millorar la qualitat de vida de les comunitats mitjançant el suport a la planificació, el finançament i la implementació de suport a projectes d'infraestructura no municipals que inclouen:
- Educació superior
- Allotjament per a estudiants
- Suport a la implementació de projectes per a la construcció i manteniment d'habitatges, escoles i equipaments sanitaris.

Els projectes anteriors inclouen reparacions d'emergència i manteniment en instal·lacions de salut a Limpopo, renovació de l'hostal Masimong de col·laboració publicoprivada (PPP) i la Iniciativa de Lliurament d'Infraestructures a Escoles Accelerades.